# Прато (Комо)
Прато је насеље у Италији у округу Комо, региону Ломбардија.
Према процени из 2011. у насељу је живело 43 становника. Насеље се налази на надморској висини од 214 м.